# Химик (футбольный клуб, Дзержинск)
«Хи́мик» — российский футбольный клуб из Дзержинска, второго по величине города Нижегородской области. Матчи проводит на центральном городском стадионе «Химик». На уровне команд мастеров Дзержинск был представлен в первенствах СССР в 1946—1949, 1960, 1962—1991 годах, в первенствах России в 1992—2002, 2008—2016 годах. С сезона 2021/22 вновь выступает в третьем по уровню дивизионе России.
В «Химике» начинали свой спортивный путь такие известные футболисты, как Дмитрий Черышев, Игорь Горелов, Валерий Попович, Алексей Герасимов и Альберт Осколков.

## Названия команды
- 1946—2000 — «Химик»
- 2001—2002 — «Сибур-Химик»
- 2003—2016, с 2019 — «Химик»

## История

### Советский период
| в первенстве и кубке СССР                                                                                  | в первенстве и кубке СССР | в первенстве и кубке СССР          | в первенстве и кубке СССР | в первенстве и кубке СССР    |
| Сезон | Команда                   | Первенство                         | Место                     | Кубок                        |
| --- | ------------------------- | ---------------------------------- | ------------------------- | ---------------------------- |
| 1946 | «Азот»                    | III группа, приволжская зона РСФСР | 4 из 8                    | —                            |
| 1947 | «Химик»                   | II группа, зона 1 РСФСР            | 8 из 12                   | 1/4 финала зоны 1 РСФСР      |
| 1948 | «Химик»                   | II группа, зона 1 РСФСР            | 4 из 14                   | —                            |
| 1949 | «Завод им. Свердлова»     | II группа, зона 3 РСФСР            | 7 из 13                   | 1/4 финала зоны 3 РСФСР      |
| |                           |                                    |                           |                              |
| 1960 | «Заря»                    | Класс «Б», зона 2 РСФСР            | 12 из 15                  | —                            |
| |                           |                                    |                           |                              |
| 1962 | «Волна»                   | Класс «Б», зона 1 РСФСР            | 14 из 17                  | 1/8 финала зоны 1 РСФСР      |
| 1963 | «Волна»                   | Класс «Б», зона 2 РСФСР            | 6 из 17                   | 1/8 финала зоны 2 РСФСР      |
| 1964 | «Химик»                   | Класс «Б», зона 2 РСФСР            | 4 из 17                   | 1/8 финала зоны 2 РСФСР      |
| 1965 | «Химик»                   | Класс «Б», зона 2 РСФСР            | 3 из 19                   | 1/4 финала зоны 2 РСФСР      |
| 1966 | «Химик»                   | Класс «Б», зона 2 РСФСР            | 15 из 19                  | 1/8 финала зоны 2 РСФСР      |
| 1967 | «Химик»                   | Класс «Б», зона 2 РСФСР            | 5 из 19                   | 1/4 финала зоны 2 РСФСР      |
| 1968 | «Химик»                   | Класс «Б», зона 1 РСФСР            | 9 из 20                   | 1/4 финала зоны 1 (аннулир.) |
| 1969 | «Химик»                   | Класс «Б», зона 2 РСФСР            | 8 из 18                   | —                            |
| 1970 | «Химик»                   | Класс «Б», зона 3 РСФСР            | 3 из 18                   | —                            |
| 1971 | «Химик»                   | Вторая лига, зона 3                | 14 из 20                  | —                            |
| 1972 | «Химик»                   | Вторая лига, зона 4                | 8 из 19                   | —                            |
| 1973 | «Химик»                   | Вторая лига, зона 5                | 4 из 17                   | —                            |
| 1974 | «Химик»                   | Вторая лига, зона 3                | 7 из 20                   | —                            |
| 1975 | «Химик»                   | Вторая лига, зона 4                | 7 из 18                   | —                            |
| 1976 | «Химик»                   | Вторая лига, зона 4                | 15 из 21                  | —                            |
| 1977 | «Химик»                   | Вторая лига, зона 3                | 12 из 21                  | —                            |
| 1978 | «Химик»                   | Вторая лига, зона 3                | 21 из 24                  | —                            |
| 1979 | «Химик»                   | Вторая лига, зона 3                | 12 из 25                  | —                            |
| 1980 | «Химик»                   | Вторая лига, зона 2                | 6 из 18                   | —                            |
| 1981 | «Химик»                   | Вторая лига, зона 2                | 4 из 17                   | —                            |
| 1982 | «Химик»                   | Вторая лига, зона 2                | 12 из 17                  | —                            |
| 1983 | «Химик»                   | Вторая лига, зона 2                | 6 из 15                   | —                            |
| 1984 | «Химик»                   | Вторая лига, зона 2                | 4 из 17                   | —                            |
| 1985 | «Химик»                   | Вторая лига, зона 2                | 10 из 15                  | 1/64 финала                  |
| 1986 | «Химик»                   | Вторая лига, зона 2                | 6 из 17                   | —                            |
| 1987 | «Химик»                   | Вторая лига, зона 2                | 6 из 17                   | —                            |
| 1988 | «Химик»                   | Вторая лига, зона 2                | 12 из 17                  | —                            |
| 1989 | «Химик»                   | Вторая лига, зона 2                | 15 из 22                  | —                            |
| 1990 | «Химик»                   | Вторая низшая лига, зона 5         | 10 из 17                  | —                            |
| 1991 | «Химик»                   | Вторая низшая лига, зона 5         | 14 из 22                  | —                            |
| Примечание. В 1973—1977, 1980, 1981, 1983—1988, 1990, 1991 — участие в кубке РСФСР для команд второй лиги. |                           |                                    |                           |                              |

В 1936 году в Дзержинске был организован спортивный клуб «Азот», костяком которого стала футбольная команда. В 1946 году дзержинский «Азот» дебютировал в первенстве СССР среди команд третьей группы и выступил в Приволжской зоне.
В 1947 году команде Дзержинска было предоставлено право выступать во второй группе первенства СССР. Но городское спортивное руководство узнало об этом буквально за месяц до начала соревнований. В спешном порядке из лучших футболистов заводских коллективов города была создана команда, получившая название «Химик». Стартовали дзержинцы в турнире 1-й зоны второй группы первенства СССР 16 мая 1947 года. В этот день на поле городского стадиона встретились «Химик» и «Торпедо» (Горький). Автозаводцы обыграли команду хозяев поля со счётом 7:0. По итогам сезона «Химик» занял 8-е место из 12. В следующем году занял 4-е место из 14.
В 1949 году в первенстве СССР во второй группе играла команда «Завод имени Свердлова». «Химик» в 1954, 1955, 1957 годах играл в Первенстве РСФСР среди КФК.
В 1960 году в Классе «Б» первенства СССР от Дзержинска играла команда «Заря», в 1962 и 1963 годах — «Волна». С 1964 года — «Химик». В этот период, с 1963 по 1969 год Класс «Б» являлся третьей по уровню лигой, в 1970 году — четвёртой, с 1971 года «Химик» стал выступать во второй лиге (третьей по уровню).
Во второй лиге первенства СССР дзержинцы выступали в течение 21 сезона (с 1971 по 1991 год; в 1990—1991 годах — во второй низшей лиге, четвёртый уровень). Соперниками «Химика» в это период были практически все лучшие нестоличные команды РСФСР. На счету дзержинцев победы над «Ростсельмашем» (Ростов-на-Дону), «Ротором» (Волгоград), «Крыльями Советов» (Самара), «Сатурном» (Раменское), «Кубанью» (Краснодар), «Спартаком» (Нальчик) и другими именитыми клубами.

### 1992—2002: в первенствах России
| 1992—2002: ПФЛ | 1992—2002: ПФЛ            | 1992—2002: ПФЛ | 1992—2002: ПФЛ | 1992—2002: ПФЛ |
| Сезон          | Лига                      | Место          | Кубок          |                |
| -------------- | ------------------------- | -------------- | -------------- | -------------- |
| 1992           | Вторая лига, зона 4       | 5 из 20        | 1/256          |                |
| 1993           | Вторая лига, зона 3       | 11 из 18       | 1/64           |                |
| 1994           | Третья лига, зона 5       | 5 из 17        | 1/256          |                |
| 1995           | Третья лига, зона 5       | 3 из 15        | 1/256          |                |
| 1996           | Третья лига, зона 5       | 11 из 16       | 1/64           |                |
| 1997           | Третья лига, зона 4       | 18 из 19       | 1/256          |                |
| 1998           | Второй дивизион, Поволжье | 15 из 19       | 1/128          |                |
| 1999           | Второй дивизион, Поволжье | 9 из 17        | 1/256          |                |
| 2000           | Второй дивизион, Поволжье | 14 из 18       | 1/256          |                |
| 2001           | Второй дивизион, Поволжье | 5 из 18        | 1/256          |                |
| 2002           | Второй дивизион, Поволжье | 11 из 16       | 1/64           |                |

С 1992 года «Химик» выступает в первенстве России. В 1995 году дзержинцы заняли третье место в зональном турнире третьей лиги. Но затем в игре команды наступил заметный спад, вызванный, в первую очередь, неустойчивым финансовым положением. В этот период лишь администрация города и «Завод имени Свердлова» поддерживали команду.
В 2001 году «Химик» под своё крыло взяла крупная компания «Сибур-Нефтехим». Был учреждён новый футбольный клуб — «Сибур-Химик». В сезоне-2001 дзержинцы под руководством Валерия Ивановича Володина заняли 5-е место в зоне «Поволжье» второго дивизиона. Но уже в следующем году у клуба вновь возникли серьёзные финансовые трудности. В январе 2003 года «Сибур-Химик» был вынужден отказаться от участия в первенстве России и лишился профессионального статуса.

### 2003—2007: любительский уровень
| 2003—2007: КФК/ЛФЛ | 2003—2007: КФК/ЛФЛ | 2003—2007: КФК/ЛФЛ | 2003—2007: КФК/ЛФЛ |
| Сезон              | Первенство         | Кубок              | Примечания         |
| ------------------ | ------------------ | ------------------ | ------------------ |
| 2003               | 12 из 17           | 1/8                | Приволжье/Поволжье |
| 2004               | 11 из 19           | 1/8                | Приволжье/Поволжье |
| 2005               | 6 из 14            | 1/8                | Приволжье/Поволжье |
| 2006               | 2 из 14            | 1/8                | Приволжье/Поволжье |
| 2007               | 1 из 17            | победа             | Приволжье/Поволжье |
| 2007               | 1 из 9             | —                  | финальный турнир   |

| 2008—2016: ПФЛ — ФНЛ — ПФЛ | 2008—2016: ПФЛ — ФНЛ — ПФЛ     | 2008—2016: ПФЛ — ФНЛ — ПФЛ | 2008—2016: ПФЛ — ФНЛ — ПФЛ |
| Сезон                      | Лига                           | Место                      | Кубок                      |
| -------------------------- | ------------------------------ | -------------------------- | -------------------------- |
| 2008                       | Второй дивизион, Урал-Поволжье | 6 из 18                    | 1/256                      |
| 2009                       | Второй дивизион, Урал-Поволжье | 10 из 16                   | 1/64                       |
| 2010                       | Второй дивизион, Урал-Поволжье | 9 из 14                    | 1/256                      |
| 2011/12                    | Второй дивизион, Урал-Поволжье | 9 из 14                    | 1/128                      |
| 2012/13                    | Второй дивизион, Запад         | 1 из 14                    | 1/16                       |
| 2013/14                    | ФНЛ                            | 16 из 19                   | 1/16                       |
| 2014/15                    | ФНЛ                            | 17 из 18                   | 1/16                       |
| 2015/16                    | ПФЛ, Урал-Поволжье             | 8 из 10                    | 1/64                       |

С 2003 по 2007 год «Химик» выступал в первенстве МФС «Приволжье» среди любителей. В 2006 году дзержинцы под руководством Салавата Галеева завоевали серебряные медали соревнований, а в 2007 году выиграли первенство и Кубок МФС «Приволжье», а также финальный турнир первенства России.

Старая эмблема клуба

### 2008—2016, два сезона в ФНЛ
С 2008 года «Химик» вновь стал выступать во всероссийских соревнованиях среди профессиональных футбольных коллективов.
Сезон 2012/13 для «Химика» стал историческим. Команда под руководством Вадима Феликсовича Хафизова за тур до окончания первенства обеспечила себе первое место в зоне «Запад» второго дивизиона и завоевала право выступать в ФНЛ.
Дебютный сезон в ФНЛ для дзержинской команды прошёл тяжело. Яркий старт и 3-е место в турнирной таблице после 6 туров, а в итоге спасительное шестнадцатое. Второй год выступления в ФНЛ оказался неудачным: команда вылетела в первенство ПФЛ (второй дивизион), где, испытывая большие финансовые трудности (Нижегородская область отказалась финансировать клуб), заняла лишь 8-е место из десяти команд-участниц группы «Урал-Приволжье» и впоследствии была расформирована.

### Период безвременья
| результаты «Дзержинска-ТС» в III дивизионе (ЛФК) | результаты «Дзержинска-ТС» в III дивизионе (ЛФК) | результаты «Дзержинска-ТС» в III дивизионе (ЛФК) | результаты «Дзержинска-ТС» в III дивизионе (ЛФК) |
| Сезон                                            | Первенство                                       | Кубок                                            | Примечания                                       |
| ------------------------------------------------ | ------------------------------------------------ | ------------------------------------------------ | ------------------------------------------------ |
| 2016                                             | 1 из 11                                          | 1/4                                              | Приволжье                                        |
| 2016                                             | 3 из 12                                          | —                                                | финальный турнир                                 |
| 2017                                             | 5 из 12                                          | 1/2                                              | Приволжье                                        |
| 2018                                             | 6 из 14                                          | 1/4                                              | Приволжье                                        |

В сезонах 2016, 2017, 2018 в третьем (любительском) дивизионе первенства России город представляла команда «Дзержинск-ТС», созданная в апреле 2016 года под названием «Академия-ХТС» (главные тренеры: Олег Макеев — в 2016 году, Сергей Нагаев — в 2017—2018), ранее «Химик-Тосол-Синтез» вместе с «Ураном» играл на региональном уровне (в чемпионате Нижегородской области) и являлся дублем «Химика» (дублем «Дзержинска-ТС» стал «Уран-Химик-Тосол-Синтез-дубль», который возглавил Николай Кашенцев).

### Возрождение (с 2019 года)
| результаты «Химика» с 2019 года | результаты «Химика» с 2019 года | результаты «Химика» с 2019 года                          | результаты «Химика» с 2019 года | результаты «Химика» с 2019 года |
| Год/сезон                       | Год/сезон                       | Лига                                                     | Место                           | Кубок                           |
| ------------------------------- | ------------------------------- | -------------------------------------------------------- | ------------------------------- | ------------------------------- |
| 2019                            | 2019                            | III дивизион (ЛФК), Приволжье                            | 6 из 18                         | 1/4 — Приволжье (ЛФК)           |
|                                 |                                 |                                                          |                                 |                                 |
| 2021/22                         | 2021/22                         | Второй дивизион, группа 2                                | 21 из 21                        | 1/256                           |
| 2022/23                         | 2022/23                         | Вторая лига, группа 2                                    | 15 из 22                        | 2-й раунд пути регионов         |
| 2023                            | 2023                            | Вторая лига, дивизион «Б», группа 2                      | 1 из 18                         | 2-й раунд пути регионов         |
| 2024                            | 2023/24                         | Вторая лига, дивизион «А», второй этап, группа «серебро» | 8 из 10                         | 2-й раунд пути регионов         |
| 2024                            | 2024/25                         | Вторая лига, дивизион «А», первый этап, группа «серебро» | 8 из 10                         | 4-й раунд пути регионов         |

На сезон 2019 года в Первенство России среди ЛФК был заявлен возрождённый «Химик», главным тренером стал Андрей Сальников, в течение года его сменили Нагаев (и. о.) и Макеев (назначен 29 июля), дублирующий состав («Химик-Д-Салют») выступал в высшей лиге чемпионата Нижегородской области. В 2020 году «Химик» не выступил в первенстве МФС «Приволжье» (III дивизион), на сезон 2021/22 заявился во Второй дивизион ФНЛ, с мая по ноябрь 2021 года команду тренировал Виктор Булатов, после его ухода из клуба и. о. главного тренера на два заключительных матча осенней части первенства стал Кашенцев. В весенне-летней части первенства 2021/22 главный тренер — Геннадий Масляев, летом 2022 года команду возглавил Сергей Передня, тренировавший «Химик» в 2010—2011 годах.
По окончании сезона 2021/22 начался процесс объединения клубов «Химик» и «Волна» (прекратила выступления на профессиональном уровне). Также стало известно об отведении места ФК «Химик» в формирующейся для подготовки футболистов в Нижегородской области структурной вертикали клуба «Пари НН»: академия — команда ЮФЛ — молодёжная команда «Пари НН» — «Химик» в ФНЛ-2 — «Пари НН» в РПЛ.

## Достижения

Фанаты «Химика» празднуют окончание сезона 2006

Радуга над стадионом «Химик»

В 1954, 1956, 1958 годах дзержинцы были чемпионами Горьковской области. В 1957 и 1958 годах они завоёвывали Кубок Горьковской области. В 1957 и 1958 годах «Химик» выигрывал зональные турниры первенства РСФСР среди коллективов физкультуры.
Дзержинский «Химик» — один из старейших и наиболее опытных клубов второй лиги — в течение сорока лет (с 1962 по 2002) Дзержинск был представлен в этом турнире советского, а затем российского футбола (в 1990—1991 годах команда играла во Второй низшей лиге СССР, а в 1994—1997 годах — в Третьей лиге России). Высшее достижение команды — третье место в 1965, 1970, 1995 годах (в 1995 — в Третьей лиге), хуже всего команда выступала в 1997 году — 18 место в Третьей лиге.
Лучшие достижения команды за время выступления в зоне «Приволжье» ЛФЛ — первое место (2007), победа в финальном турнире первенства России среди любительских команд (турнир победителей всех региональных зон ЛФЛ (2007)), выигрыш кубка МФС Приволжье (2007).
Лучшее достижение в Кубке России — выход в 1/16 Кубка России в сезонах 2012/13, 2013/14, 2014/15, когда «Химик» проигрывал с одинаковым счётом 1:2 сначала «Краснодару», а затем дважды ЦСКА.

## Болельщики
Фанатское движение в Дзержинске зародилось весной 1998 года. Инициаторами стали местные болельщики клубов высшего дивизиона, регулярно посещавшие матчи «Локомотива» в соседнем Нижнем Новгороде. 2 мая они решили съездить поддержать команду родного города на игру в Арзамас. На следующий день пятеро новоиспечённых фанатов «Химика» совершили свой первый выезд. Первая в истории Дзержинска «фирма» получила название «Oksky Hawks». В 2002 году в связи с потерей профессионального статуса и исключения из ПФЛ дзержинский фанатизм переживает серьёзный кризис, в частности прекращает существование самая большая группировка «United Firm». В 2003 и 2004 годах фанатское движение начинает оживляться. В 2006 году один из «Дустов» (прозвище дзержинских фанатов) сумел оформить первый в истории «золотой сезон», посетив все 12 выездных игр команды в ЛФЛ МФС «Приволжье». Всего на 1 января 2012 года «дусты» совершили более 140 выездов на гостевые матчи «Химика». Самый дальний из них, в Владивосток в 2013 году, на выезде было 4 человека и в 2014 — 1 человек. Самый многочисленный в Саранск в 2009 (130 фанатов). Действующие группировки: «Sector A», «Dust Fans», «Ровный Дуст». С 2006 года выходит фанзин Dust Info (7 номеров на 1 января 2012), также к домашним матчам выпускаются фан-программки «Dust News».

## Состав
| 1  | Флаг России | Вр  | Роман Аникеев      | 2004 |  |  |  |  |  |
| 57 | Флаг России | Вр  | Никита Шулкин      | 2002 |  |  |  |  |  |
| 62 | Флаг России | Вр  | Владислав Долженко | 2004 |  |  |  |  |  |
| 99 | Флаг России | Вр  | Рассул Карасёв     | 1997 |  |  |  |  |  |
|    |             |     |                    |      |  |  |  |  |  |
| 2  | Флаг России | Защ | Дмитрий Михайленко | 2000 |  |  |  |  |  |
| 5  | Флаг России | Защ | Артем Широков      | 1998 |  |  |  |  |  |
| 6  | Флаг России | Защ | Александр Сакович  | 1998 |  |  |  |  |  |
| 7  | Флаг России | Защ | Никита Абрамушкин  | 2001 |  |  |  |  |  |
| 8  | Флаг России | Защ | Никита Лысенко     | 2001 |  |  |  |  |  |
| 15 | Флаг России | Защ | Давид Берёзов      | 2002 |  |  |  |  |  |
| 17 | Флаг России | Защ | Виталий Цикишев    | 2004 |  |  |  |  |  |
| 18 | Флаг России | Защ | Ярослав Крашевский | 2004 |  |  |  |  |  |
| 44 | Флаг России | Защ | Алексей Чубукин    | 1995 |  |  |  |  |  |
| 80 | Флаг России | Защ | Максим Жумабеков   | 1999 |  |  |  |  |  |

| 97 | Флаг России | Защ | Сергей Доронин     | 1997 |  |  |  |  |  |
|    |             |     |                    |      |  |  |  |  |  |
| 4  | Флаг России | ПЗ  | Владимир Ермаков   | 1996 |  |  |  |  |  |
| 11 | Флаг России | ПЗ  | Владимир Марков    | 1997 |  |  |  |  |  |
| 19 | Флаг России | ПЗ  | Ярослав Краснов    | 1996 |  |  |  |  |  |
| 23 | Флаг России | ПЗ  | Алексей Сергиенко  | 1999 |  |  |  |  |  |
| 37 | Флаг России | ПЗ  | Семён Пучков       | 2002 |  |  |  |  |  |
| 47 | Флаг России | ПЗ  | Иван Сергиенко     | 2005 |  |  |  |  |  |
| 48 | Флаг России | ПЗ  | Иван Сутугин       | 2003 |  |  |  |  |  |
| 77 | Флаг России | ПЗ  | Даниил Котельников | 2003 |  |  |  |  |  |
| 88 | Флаг России | ПЗ  | Георгий Минаев     | 2002 |  |  |  |  |  |
|    |             |     |                    |      |  |  |  |  |  |
| 9  | Флаг России | Нап | Илья Анциферов     | 1999 |  |  |  |  |  |
| 10 | Флаг России | Нап | Дмитрий Меренчуков | 1999 |  |  |  |  |  |
| 21 | Флаг России | Нап | Леонид Юферов      | 2004 |  |  |  |  |  |
| 31 | Флаг России | Нап | Игорь Бугаенко     | 1994 |  |  |  |  |  |